# Jaume Farguell i Sitges
Jaume Farguell i Sitges (Barcelona, 12 de maig de 1936) és un advocat i polític berguedà, alcalde de Berga i diputat al Parlament de Catalunya en la V Legislatura.

## Biografia
Es llicencià en dret en la Universitat de Barcelona i en filosofia i lletres per la Universitat de Madrid. Exercí d'advocat adscrit al Col·legi d'Advocats de Barcelona. Entre 1970 i 1980 va militar al Front Nacional de Catalunya i posteriorment a CDC, participà activament en l'Assemblea de Catalunya.
Fou el primer alcalde escollit democràticament a Berga a les eleccions municipals espanyoles de 1979. Va mantenir el càrrec fins a 1987, però fou reescollit alcalde a les eleccions municipals espanyoles de 1991, mantenint-se en el càrrec fins a 1999. De 1987 a 1999 fou president del consell Comarcal del Berguedà.
Fou elegit diputat al Parlament de Catalunya a les eleccions al Parlament de Catalunya de 1999 i ha estat vicepresident de la Comissió de Justícia, Dret i Seguretat Ciutadana del Parlament de Catalunya També ha estat president d'Òmnium Cultural al Berguedà i del Casal d'Europa del Berguedà.